# Lipiny (Świętochłowice)
Lipiny (Đức: Lipine) là một huyện của thị trấn Silesian Upper ở Świętochłowice, miền nam Ba Lan. Ở phía bắc, Lipiny giáp thành phố Bytom, ở phía tây thành phố Ruda ląska, ở phía đông giáp các quận Chropaczów và Piaśniki, trong khi phía nam Lipiny giáp trung tâm thị trấn. 

Bản đồ Świętochłowice, Lipiny được đánh dấu màu vàng

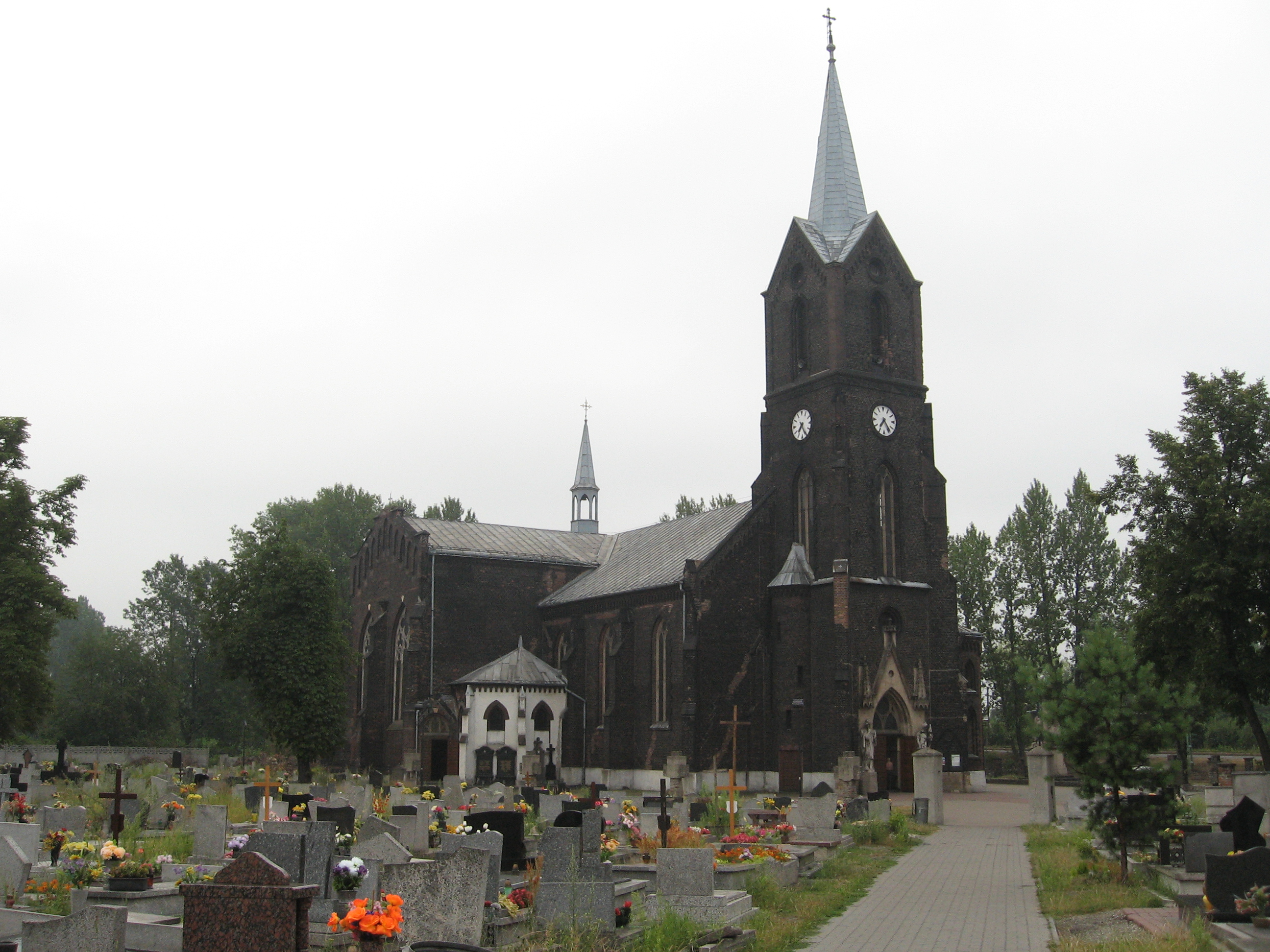
Nhà thờ thánh Augustinô ở Lipiny

Lipiny là quận trẻ nhất của Świętochłowice, với lịch sử có từ đầu thế kỷ 19, khi cùng với toàn bộ khu vực Silesia, nó thuộc về Vương quốc Phổ. Vào thời điểm đó, một folwark, được đề cập vào năm 1802, tồn tại ở đó, như một phần của điền trang Chropaczow của Georg Christian Carl Henschel. Folwark, có diện tích 75 ha, nằm ở bìa rừng, nơi con đường chính của Lipiny, Phố Chorzowska (Kronprinzstr cũ) hiện đang hoạt động. Trong một thời gian, cư dân duy nhất của nơi đây là một voigt tên Lipina, sau đó quận được đặt theo tên của người này. Gần nơi ở của ông, một số ngôi nhà của công nhân lâm nghiệp sau đó đã được xây dựng.
Vào thế kỷ 19 Lipiny, hay Lipine, là một phần của Đế quốc Đức đã nhanh chóng phát triển và nổi lên như một trung tâm công nghiệp lớn, với Zinc Smelter Silesia, được khai trương vào năm 1847 với tên Konstancja Steelworks. Nhà máy, được mở rộng rất nhiều vào những năm 1860 và 1880, vào đầu thế kỷ 20,đaya6y xây dựng nhà máy luyện kẽm lớn nhất ở châu Âu. Năm 1961, Zinc Smelter Silesia được sáp nhập với Zinc Smelter Wełnowiec, có vị trí tại Katowice (Hohenlohe Steelworks trước đây), để tạo ra Luyện kim Silesia, có trụ sở tại Katowice. Năm 1998-2000, nhà máy luyện Lipiny dần bị đóng cửa, và năm 2001, nhà máy cũ được mua bởi một công ty tư nhân.
Đến giữa thế kỷ 19, dân số Lipiny đạt hơn 1100 người, và nhanh chóng tăng lên, do sự mở rộng nhanh chóng của khu định cư. Năm 1864, bệnh viện đầu tiên được mở tại Lipine. Cấu trúc của nó được tài trợ bởi nhà máy luyện kẽm, vào năm 1873, một bưu điện đã được mở. Ba năm sau, Lipiny nhận được kết nối với tuyến đường sắt đầu tiên đến Bytom. Khu định cư phát triển nhanh chóng là vào năm 1879 tách ra từ Chropaczów, nhà máy nước được xây dựng và một trạm cứu hỏa. Năm 1872, nhà thờ La Mã-Công giáo St. Barbara được hoàn thành, và năm 1875, mỏ than Matylda được khai trương. Đến đầu thế kỷ 20, Lipiny đã có một tuyến xe điện đến Bytom.
Đầu thế kỷ 20, một số tổ chức dân tộc Ba Lan được thành lập tại Lipiny, cùng với dàn hợp xướng Ba Lan và một hiệu sách. Cư dân Ba Lan của khu định cư đã tích cực tham gia vào cuộc nổi dậy Silesian. Vào năm 1921, Thượng viện Silesian Plebiscite, 56,4% cư dân của Lipiny đã bỏ phiếu cho Ba Lan, và kết quả là, khu định cư đã được sáp nhập vào Cộng hòa Ba Lan thứ hai. Năm 1924, một tượng đài dành riêng cho cuộc nổi dậy của Silesian đã được khánh thành ở Lipiny. Trong thời kỳ giữa các quốc gia, Lipiny được coi là một trong những xả tiên tiến nhất và phát triển trong các xã Ba Lan, nhưng cũng là một trong những nơi ô nhiễm nhất ở châu Âu. Đây cũng là trụ sở của một đội bóng đá Naprzód Lipiny.
Vào đêm 2/3/1939, Lipiny bị Wehrmacht chiếm giữ. Nó vẫn ở Đệ tam Quốc xã cho đến ngày 28 tháng 1 năm 1945, khi các đơn vị Hồng quân bước vào khu định cư. Năm 1946, tất cả các nhà máy đã được quốc hữu hóa, vào ngày 17 tháng 3 năm 1951, Lipiny bị thị trấn Świętochłowice sáp nhập.